# 三田紀房
三田紀房（1958年1月4日—），日本漫畫家。岩手縣北上市出身，現在住在東京都練馬區。

## 人物
在岩手縣立黒澤尻北高中、明治大學政治經濟學系畢業後，到西武百貨就職。在退社後經營家業，但因經營不善而關閉。受到好友村上紀香的影響而進入漫畫家的世界。30歲時在講談社第17回的千葉徹彌賞一般部門入選。

## 作品列表

### 連載中
- （2021年 - ，《Grand Jump》，集英社，已刊载8卷）

### 已完結
- Eiji's Tailor（1996年－1997年，Big Comic Original増刊，小學館）
- （日本文藝社）
- （月刊Afternoon，講談社）
- BOYS OF SUMMER（Big Comic Spirits、小學館）
- （週刊Playboy，集英社）
- 霹靂總教練（1996年－2002年，週刊漫画ゴラク，日本文藝社）
- （1999年－2004年，週刊Young Magazine，講談社）
- 球探誠四郎（Evening，講談社）
- 東大特訓班（2003年－2007年，週刊Morning，講談社）
- 金錢之拳（2005年－2009年，Big Comic Superior，小學館，全12卷）
- （原作担当，作画（第5卷开始由本人担当），2006年 - 2009年，Super Jump，集英社，全8卷）
- （連載小説及作画。2008年－，高爾夫雜誌《PARGOLF》，學習研究社）
- 轉職必勝班（2007年－2011年，週刊Morning，講談社）
- （2009年－2010年，Evening，講談社）
- （2010年 - 2015年，週刊Young Magazine，講談社，全25卷）
- （2013年 - 2017年，週刊Morning，講談社，全21卷）
- 阿基米德大戰（アルキメデスの大戦）（2015年 - 2023年、週刊Young Magazine、講談社）
- 東大特訓班2（2018年 - 2021年，週刊Morning，講談社）

### 著書
- （大和書房）
- （大和書房）
- （大和書房）
- （大和書房）
- （講談社）
- （講談社）
- （BESTSELLERS）　与共著
- （講談社）
- （講談社BC）